# Richmondshire
Richmondshire var mellan 1974 och 2023 ett distrikt i Storbritannien. Det låg i grevskapet i North Yorkshire i riksdelen England. Distriktet hade 51 965 invånare (2011) och en yta på 1 318 km². Huvudort var staden Richmond.
Den 1 april 2023 blev det en del av den nya enhetskommunen North Yorkshire.